# Vasil Drumev

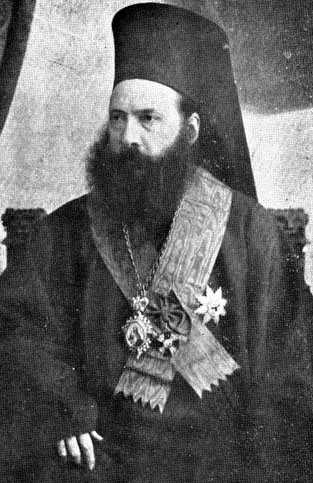
Kliment Tărnovski (Vasil Drumev)

Vasil Drumev (Васил Друмев) (även känd som Kliment Tărnovski), född omkring 1840 i Sjumen, Bulgarien, Osmanska riket,
död 23 juli 1901 i Sofia, Furstendömet Bulgarien, var en bulgarisk författare, präst och politiker. 
Drumev skrev den första bulgariska originalberättelsen, Nesjtastna familija (Нещастна фамилия, Den olyckliga familjen, 1860; ny upplaga 1873), som behandlade episoder från de turkiska förföljelserna i början av 1800-talet, och grundade det nationella dramat i Bulgarien genom sitt historiska skådespel Ivanku, ubietsăt na Asenja I (Иванку, убиецът на Асеня I, Ivanko, Asen I:s mördare, 1872). 
Drumev blev 1874 biskop av Tărnovo under namnet Kliment Tărnovski och spelade en viktig roll i Bulgariens politiska historia. Han var också premiärminister två gånger, 1879–1880 och 1886.